# 1852年逝世人物列表
1852年逝世人物列表：1月 - 2月 - 3月 - 4月 - 5月 - 6月 - 7月 - 8月 - 9月 - 10月 - 11月 - 12月
下面是1852年逝世的知名人士列表。

## 1月

### 1日
- 約翰·喬治·兒童，英國化學家、礦物學家和動物學家

### 6日
- 路易·布莱叶，法國盲人教師，盲文發明者

### 27日
- 帕沃·魯特薩萊寧，芬蘭農民和傳教士[1]

## 2月

### 10日
- 撒母耳·普勞特，英國水彩畫家[2]

## 3月

### 4日
- 尼古拉·果戈里，俄羅斯作家

### 22日
- 奧古斯特·德·瑪律蒙，法國將軍、貴族和元帥

## 4月

### 17日
- 艾蒂安·莫里斯·热拉尔，法國將軍、政治家和元帥，法國第11任總理

## 5月

### 3日
- 薩拉·柯勒律治，英國作家和翻譯家[3]

### 15日
- 路易莎·亞當斯，美國第一夫人

## 6月

### 7日
- 何塞·華金·埃斯圖迪略，芳草地第二任墨西哥阿爾卡爾德

### 21日
- 弗裡德里希·弗洛貝爾，德國教育家

### 29日
- 亨利·克莱，美國政治家

## 7月

### 20日
- 何塞·安東尼奧·埃斯圖迪略，早期加利福尼亞定居者

## 8月

### 未知日期
- 塔希里，伊朗巴哈伊神學家、詩人和女權主義者

### 14日
- 瑪格麗特·泰勒，美國第一夫人

### 24日
- 莎拉·古皮，英國發明家

## 9月

### 4日
- 威廉·麥吉利夫雷，蘇格蘭博物學家和鳥類學家

### 8日
- 安娜·瑪麗亞·沃克，蘇格蘭植物學家

### 14日
- 奥古斯都·普金，英國建築師
- 亞瑟·威爾斯利，第一代惠靈頓公爵，英國將軍和政治人物，兩次擔任英國首相

### 20日
- 菲蘭德·蔡斯，美國凱尼恩學院創始人

## 10月

### 7日
- 愛德華·特魯布里奇爵士，英國海軍上將

### 13日
- 約翰·勞埃德·史蒂芬斯，美國旅行家、外交官和瑪雅考古學家

### 15日
- 弗裡德里希·路德維希·揚，德國體操教育家

### 23日
- 格奧爾格·奧古斯特·沃林，芬蘭東方學家、探險家和教授[4]

### 24日
- 丹尼尔·韦伯斯特，美國政治家

### 25日
- 約翰·克拉克，美國政治家

### 26日
- 文森佐·喬貝爾蒂，義大利哲學家[5]

## 11月

### 2日
- 彼得·科特利亞列夫斯基，俄羅斯軍事英雄

### 10日
- 吉迪恩·曼特爾，英國地質學家、古生物學家

### 17日
- 亞當·卡爾·奧古斯特·馮·埃申邁爾，德國哲學家

### 18日
- 約翰·安德魯·舒爾茨，美國政治家

### 27日
- 洛夫萊斯伯爵夫人奧古斯塔·艾達·金（原名拜倫），早期英國計算機先驅

### 29日
- 尼古拉·貝爾塞斯庫，瓦拉幾亞革命者

### 30日
- 朱尼烏斯·布魯圖斯·布斯，英國出生的舞台演員，埃德溫·布斯和約翰·威爾克斯·布斯的父親

## 12月

### 16日
- 安德里斯·亨德里克·波吉特，Voortrekker 領導人

## 日期不詳
- 喬安娜·朱布爾，波蘭士兵